# لینتون (داکوتای شمالی)
لینتون(به انگلیسی: Linton) شهری در ایالت داکوتای شمالی کشور ایالات متحده آمریکا است که جمعیت آن در سرشماری سال ۲۰۱۰ میلادی، ۱٬۰۹۷ نفر بوده‌است.

## نگارخانه

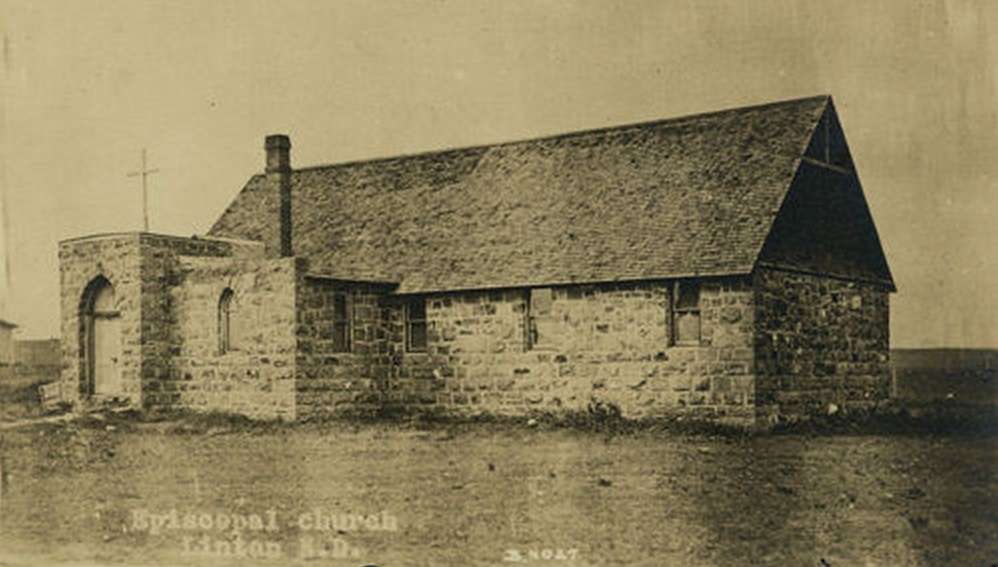
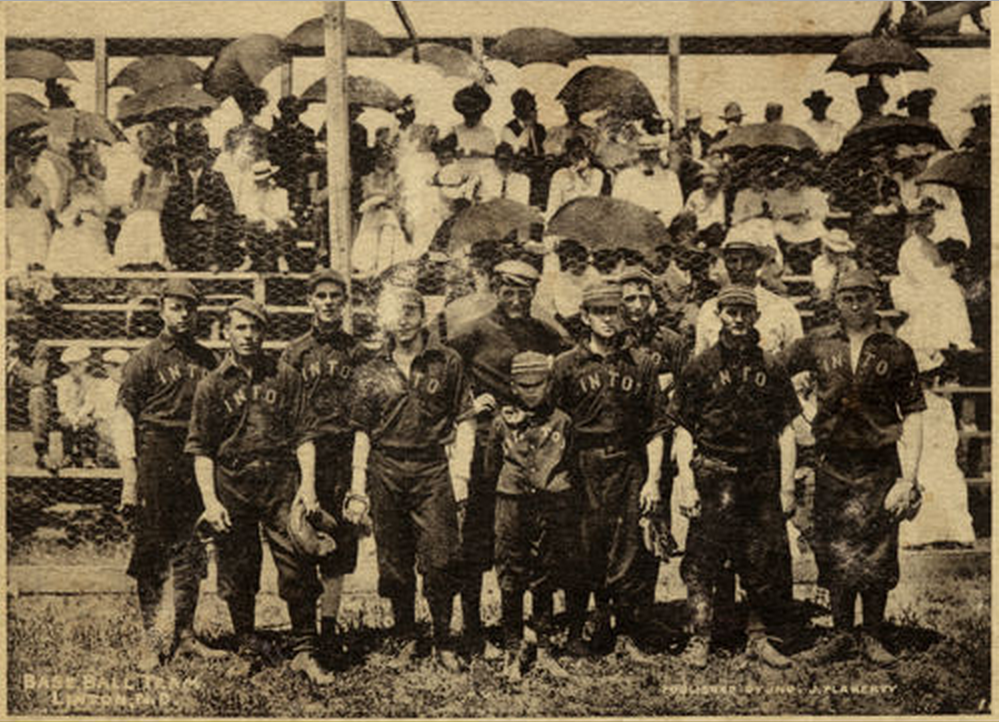
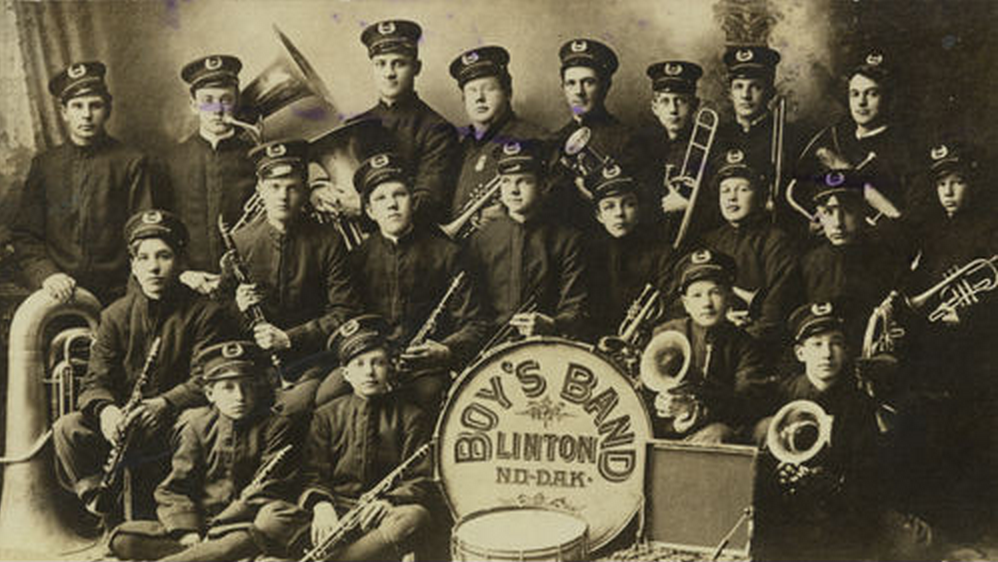
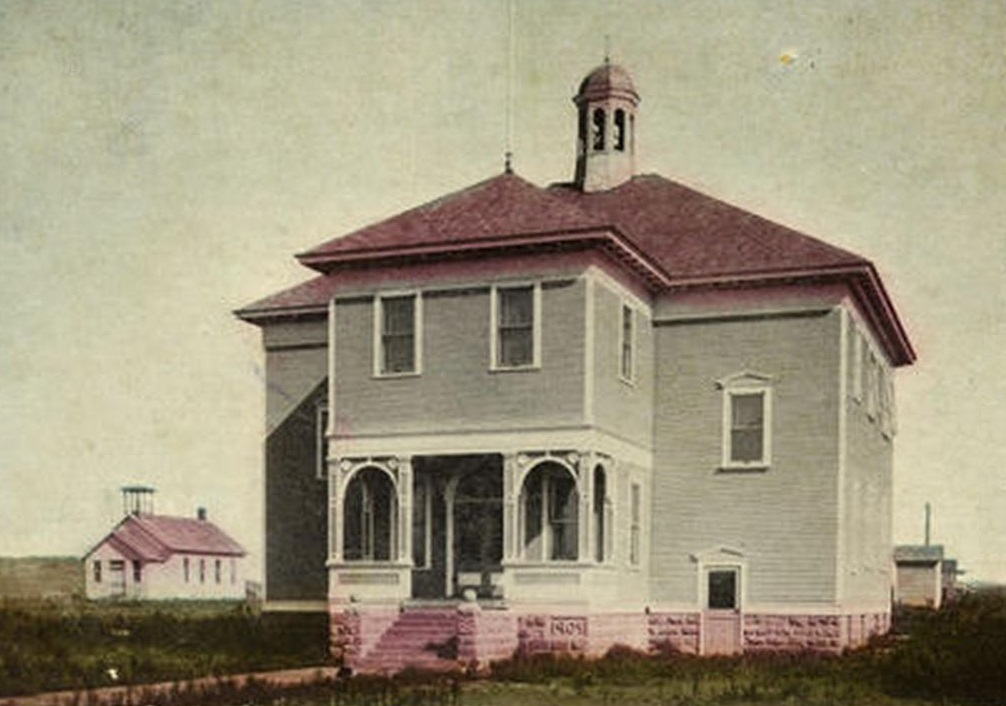
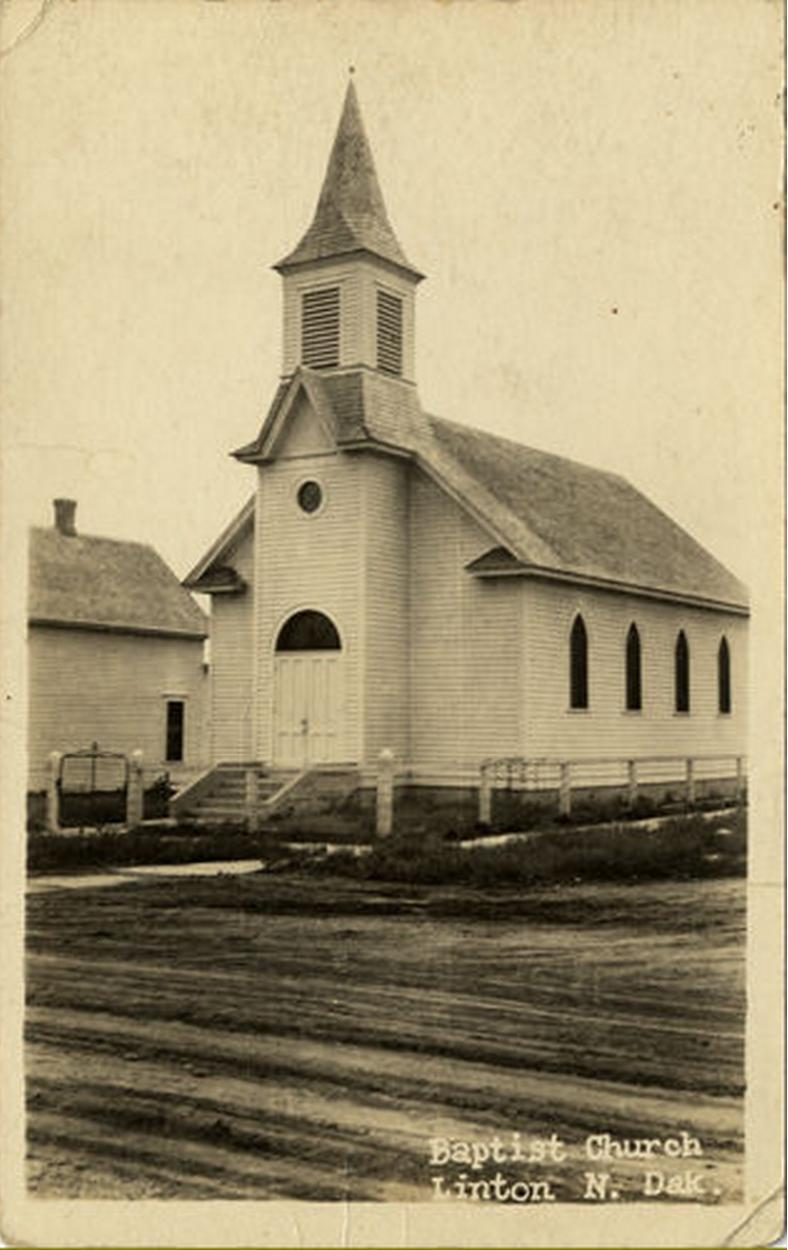
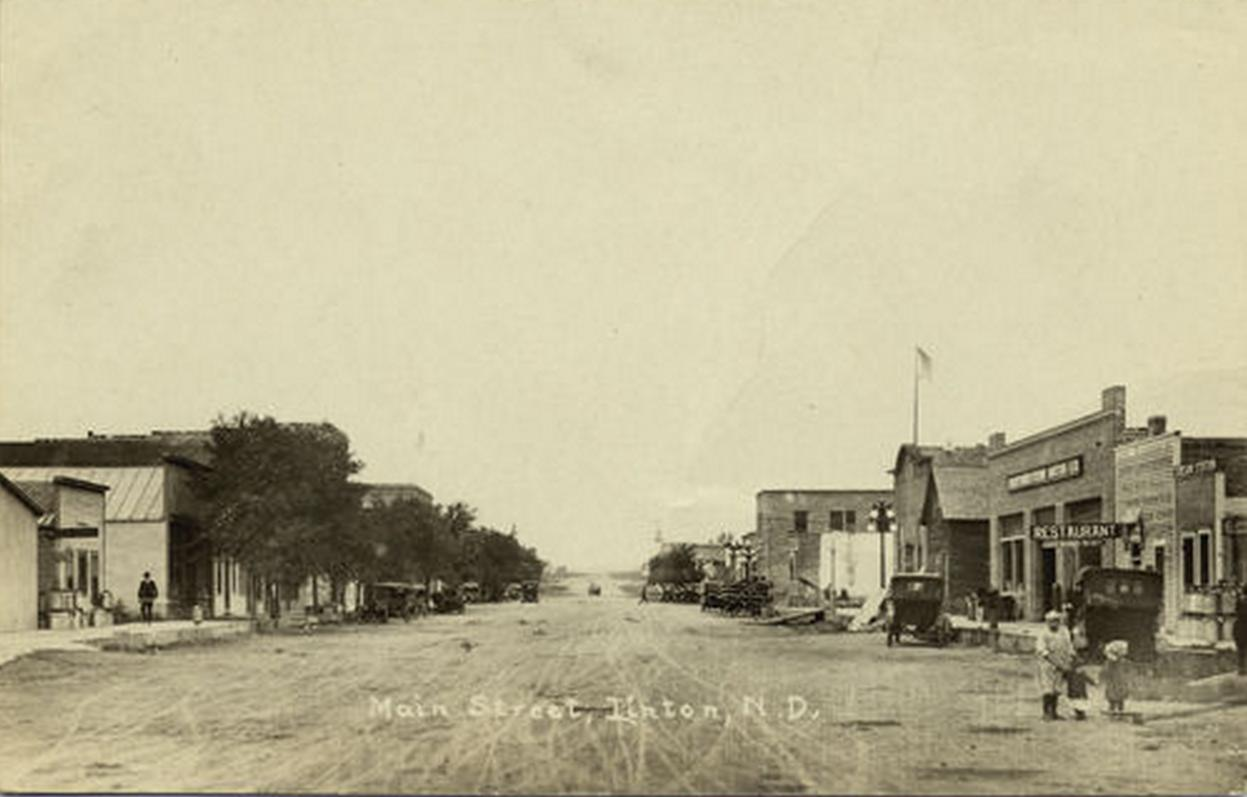